# Hippolyte François Jaubert
O conde Hippolyte François Jaubert (Paris, 28 de outubro de 1798 — Montpellier (Hérault), 5 de dezembro de 1874)  foi um botânico e político francês.

## Biografia
Filho de  François Hippolyte Jaubert, membro da marinha e morto na batalha de Aboukir (1798), e de Rosalie Mélanie Cheminade  que faleceu em (1817). Foi adotado pelo seu tio , o conde   François Jaubert (1758-1822),  Conselheiro de Estado e regente do banco da França sob o primeiro império. 
Embora apaixonado pela história natural, o seu tio convenceu-o a fazer direito, permitindo-lhe frequentar os cursos de  René Desfontaines (1750-1831) e de Antoine Laurent de Jussieu (1748-1836).  Em 1821,  quando ia se inscrever na na escola de advogacia  herdou do seu tio o título de conde e uma imensa fortuna. Comprou grandes propriedades de terras em  Berry e dez altos fornos em  Nièvre e em Cher, local de origem da sua família materna. Tornou-se administrador da companhia de estradas de ferro  de Orléans,  dedicando-se ao mesmo tempo ao estudo da botânica e à política. Esposou  Marie Boigues (†1864), irmã de Louis Boigues, mestre de forjas em  Imphy (Nièvre) e  fundador da cidade de  Fourchambault. Desta união tiveram dois filhos:
- Louis Hippolyte François Jaubert, que foi prefeito de  Sarthe, e
- Claire Mélanie Jaubert,  que pelo casamento tornou-se a condessa de  Benoist d'Azy.

Fez uma longa viagem  para  Auvergne e  Provence, em 1821,  onde estudou a flora e a geologia destas regiões com o seu amigo  Victor Jacquemont (1801-1832). Participou em  1821, na  formação da efêmera  Sociedade de História Natural  de Paris juntamente com  Karl Sigismund Kunth (1788-1850), Adolphe Brongniart (1801-1876), Adrien de Jussieu (1797-1853), Jean Baptiste Antoine Guillemin (1796-1842) e Achille Richard (1794-1852).  Financiou a viagem de vários naturalistas para a Ásia, entre eles  Pierre Martin Rémi Aucher-Éloy (1793-1838).
Foi  do Conselho Geral de  Cher en 1830, tornando-se presidente do Conselho com participação política na Revolução de julho. Graças a sua facilidade em oratória e vivacidade de seu espírito foi eleito sucessivamente deputado no terceiro colégio de  Cher (Saint-Amand) ( 5 de julho de 1831, 21 de junho de 1834, 4 de novembro de 1837 e 2 de março de 1839 ).  Em 1º de março de 1840 torna-se Ministro de Obras Públicas do governo de  Adolphe Thiers. Se retira do Ministério em 28 de outubro do mesmo ano.
A sua nomeação como Ministro do governo obrigou-o à voltar a se candidar  como deputado,  sendo reeleito em 28 de março de  1840, e novamente reeleito nas eleições gerais de 9 de julho de 1842. 
Não participou da Revolução de 1848. Afastou-se da vida política  e voltou à administrar as  usinas de Fourchambault. Em 1854 participou da criação da "Sociedade Botânica da França" que dirigiu de 1858 até 1866. Em 1858, tornou-se membro livre da Academia das Ciências da França.
Apresentou-se como candidato da oposição nas eleições de 23 de maio de 1869, porém foi derrotado.  Em 8 de fevereiro de 1871 elegeu-se  como representante de Cher para a Assembleia Nacional.  A partir desta data dedicou-se quase inteiramente  à politica, usando seus momentos de lazer ao estudo da botânica. 
A partir do herbário que constituiu e dos espécimes do  Museu Nacional de História Natural, e com a ajuda de Édouard Spach (1801-1879)  produziu a obra  Illustrationes plantarum orientalium (cinco volumes, 
Roret, Paris, 1842-1857).

## Condecorações
- Cavaleiro da Legião de honra  (27 de abril de 1830)